# 85014 Sutter
85014 Sutter è un asteroide della fascia principale. Scoperto nel 2004, presenta un'orbita caratterizzata da un semiasse maggiore pari a 2,7525933 UA e da un'eccentricità di 0,1113426, inclinata di 12,89447° rispetto all'eclittica.